# Муханнад
Халід Юсіф Мухаммад аль-Умейрат (араб. خالد يوسف محمد العميرات), більш відомий як Муханнад (араб. مهند; рос. Муханнад, Моганнед, Моханнад), також відомий як Амір Абу Анас (араб. ابو أنس), Амір Мохдан (1969 – 11 квітня 2011) — йорданський польовий командир, арабський доброволець, який брав участь у боях на боці ЧРІ під час Другої російсько-чеченської війни.
Після смерті Абу Хафса аль-Урдані 26 листопада 2006 року його призначили аміром моджахедів в Чечні, яким колись командував Ібн аль-Хаттаб. 
Був уродженцем Йорданії, служив (досягнувши звання лейтенанта) у ВПС Йорданії, а також пройшов військову підготовку в Сполучених Штатах, це не вважається правдою. Крім того, деякі ресурси стверджують, що він був саудівцем .

## Біографія

### Раннє життя
Хоча мало що достовірно відомо про раннє життя Муханнада, він народився в 1969 році і походив із району Зарка в Йорданії. 

### Повстанська діяльність
Муханнад прибув на Кавказ у 1999 році на початку Другої російсько-чеченської війни, намагаючись пройти через Грузію до Чечні. Після прибуття в Панкіську ущелину – гірську долину на північному сході Грузії, населену переважно етнічними чеченцями, відомими як кістинці, Муханнад майже два роки чекав можливості перетнути кордон.  Під час свого проживання серед чеченських біженців Муханнад читав лекції з історії ісламу та виступав за «чистішу» форму релігії, ніж та, яку традиційно сповідували чеченці; мабуть, невипадково вплив ваххабітів почав проявлятися в Панкісі приблизно в цей же час.  У 2001 році Муханнад зміг увійти в Чечню з групою, контрольованою братами Ахмадовими, разом з іншими відомими арабськими бійцями, такими як Абу Атія, Абу Рабія та іншими.  Здобувши попередній бойовий досвід в Афганістані, на Філіппінах, у Боснії та Косово, Муханнад приєднався до батальйону арабських моджахедів у Чечні під керівництвом Хаттаба. 
У жовтні 2006 року президент Чеченської Республіки Ічкерія Доку Умаров зробив Муханнада одним із трьох заступників Магомета «Магаса» Євлоєва, командира Інгушського сектору Кавказького фронту ЗС ЧРІ . Наступного місяця Абу Хафс аль-Урдані — наступник Абу аль-Валіда (убитого в 2004 році) і Хаттаба (убитого в 2002 році) на посаді командувача арабськими моджахедеми у Чечні — був убитий російськими військами в Дагестані, що призвело до одностайного призначення Муханнада новим еміром 9 грудня 2006 року.  Цілком ймовірно, що в той самий період він став ключовим фасилітатором зв’язку чеченських бійців із фінансовими прихильниками на Близькому Сході. 
Після того, як у вересні 2007 року Умаров проголосив повстанську організацію на Північному Кавказі під назвою Імарат Кавказ, Муханнад був оголошений його наїбом, тобто заступником.  У той же час Муханнад також був високопоставленим членом загону повстанців під командуванням Асламбека Вадалова, і його участь у бойових діях поставила його нарівні з корінними колегами, заслуживши велику повагу. 
У лютому 2008 року був убитий співробітниками МВС Росії під час пошукової операції біля села Аршти в Інгушетії.  Однак того ж дня Інтерфакс спростував загибель Муханнада, заявивши, що це був інший боєць.  Пізніше Докка Умаров з'явився на відео з Муханнадом, щоб спростувати заяви про його смерть, назвавши їх брехнею та пропагандою. 
За різними даними, Муханнад брав участь у нападах на російських силовиків у східній Чечні у 2008 році та в західній Чечні вздовж кордону з Інгушетією у 2009 році.  У січні 2009 року він виступив із заявою, в якій заявив про підтримку Іміратом Кавказ палестинців у Газі, які на той час перебували в облозі ізраїльських військових;  коли він послідував за цим декларацією від 6 квітня про призначення Умалата Магомедова (також відомого як аль-Бара) на роль еміра Дагестанського фронту , це припустило, що Муханнад мав більший авторитет в Імараті Кавказ, ніж більшість вважала, що міг досягти іноземний боєць, і що він мав законну можливість впливати на рішення, які приймає Умаров. 
29 серпня 2010 року Муханнад був одним із двох командирів, які керували штурмом села Центорой, де народився Рамзан Кадиров.  Операція врешті-решт зазнала поразки після кількох годин важких боїв, у результаті яких загинуло дванадцять повстанців і п'ять силовиків. 

### Розрив з Доккою Умаровим
1 серпня 2010 року сайт повстанців «Кавказ-Центр» опублікував оголошення Доку Умарова, в якому він заявив, що йде з посади вищого керівництва в Імараті Кавказ і призначив Асламбека Вадалова на його місце.  Однак лише через три дні Умаров відкликав свою відставку, що призвело до плутанини щодо того, хто насправді контролював повстанців на Північному Кавказі. 
12 серпня на російському сайті з'явилося відео, на якому зображені Муханнад, Хусейн Гакаєв, Вадалов і Тархан Газієв; у ньому чотири ветерани-польові командири стверджували, що зречення Умарова було неповагою до його підлеглих, і хоча вони все ще присягали на вірність Імарату Кавказ, вони більше не підтримували його.  За словами Муханнада, основною причиною заколоту стала непокора Умарова консенсусу ради шури моджахедів щодо його відставки; у відповідь Сайфулла Губденський, лідер дагестанських ополченців, різко засудив Муханнада, звинувативши його та його іноземних попередників у «нехтуванні прагненнями лідерів місцевих повстанців» і накинувшись на «егоїстичне бажання аутсайдерів поставити своїх людей на керівні посади в традиційно місцевих» кавказьких групах бійців.  Крім того, переважна більшість повстанців у республіках, що оточують Чечню, продовжувала підтримувати Умарова, в якийсь момент звернувшись за зовнішньою теологічною підтримкою через сирійського салафійського ідеолога, що проживав у Лондоні, на ім’я Абд аль-Мунім Мустафа Халіма (також відомий як Абу Басір аль-Тартусі), який закликав Муханнада «або покаятися, або підкоритися еміру Абу Усману» (Докка Умаров) або залишити [Північний] Кавказ і повернутися додому».  Сам Умаров звинуватив Муханнада в тому, що він є «головним організатором фітни (розколу/розбрату) серед моджахедів» в Чечні, і попросив його підтвердити свою лояльність.  Коли Муханнад цього не зробив, Умаров нібито звільнив його від командування , що призвело до значного розколу в лавах бойовиків.

### Смерть
Муханнад був убитий 21 квітня 2011 року під час пошуково-знищувальної операції, проведеної в лісистій гірській місцевості на схід від села Сержень-Юрт на стику трьох районів Чеченської республіки: Шалінського, Курчалойського та Веденського.  Як повідомляє прес-центр МВС Чечні, в операції брали участь співробітники кількох райвідділків міліції, батальйону спецназу військ МВС РФ «Південь», спецназу 2-го полку патрульної служби МВС Чечні та загону підрозділу «Терек» МВС Північно-Кавказького федерального округу (СКФО).  Пошукова група нібито об 11:50 натрапила на групу з шести бійців , які одразу розділилися на групи «по два-три», щоб уникнути захоплення.  За словами російських офіційних осіб, Муханнад та інгуський боєць на ім’я Ільяс Султигов натрапили на засідку, влаштовану групою спецназівців, і були вбиті в перестрілці.  22 квітня 2011 року російське телебачення показало кадри тіла Муханнада , що стало звичайною практикою російської влади після успішної ліквідації командирів повстанців.
Після його смерті російська влада заявила, що Муханнад був «безпосередньо причетний практично до кожного теракту смертника, скоєного в Російській Федерації за останні кілька років», принаймні згідно з розвідданими, зібраними від полонених чеченських бійців.  Рамзан Кадиров також стверджував, що на момент смерті Муханнад важив лише близько 50 кілограмів, використовуючи це як доказ того, що повстанці мали «серйозні труднощі з постачанням продовольства» і були «на межі голодної смерті».  Кадиров, однак, відомий обурливими і неперевіреними заявами, тому варто зазначити, що на оприлюдненій фотографії трупа Муханнада він фізично не сильно відрізняється від тих, що були зроблені за останнє десятиліття. 
Головного заступника Муханнада та ймовірного наступника – етнічного курда з Туреччини на ім’я Абдулла Курд – буде вбито менш ніж через два тижні, завершуючи важливий місяць для російських служб безпеки, який включав усунення кількох високопоставлених емірів в інших провінціях, включаючи Суп’яна Абдуллаєва (заступник еміра Імарату Кавказ), Ісрапіла Веліянова (еміра Вілаяту Дагестан), Аскера Джаппуєва (емір Об'єднаного вілаяту Кабарди, Балкарії і Карачаю) і кілька інших польових командирів і менш відомих емірів менших секторів. Вбивство Муханнада мало важливе значення, враховуючи, що він був одним із найжорстокіших, здібних і тактично досвідчених польових командирів, а також останнім видатним арабським добровольцем у Чечні; аналітики назвали це одним із найзначніших успіхів Росії у сфері безпеки в регіоні за останні роки. 
Зближення між ворогуючими чеченськими групами в липні 2011 року призвело до перегрупування Гакаєва, Вадалова та багатьох інших польових командирів, які раніше відмовилися від своїх присяг на вірність Умарову. Вважається, що смерть Муханнада проклала шлях до примирення між двома сторонами. 

## Зовнішні посилання
- Kavkaz Center: Message from (Muhannad in) Chechnya to the Muslims Performing Hajj and to All Muslims in General (англ.)
- Prague Watchdog: The radicalisation of the Chechen separatist movement: Myth or reality? (англ.)